# Madeleine Besson
Madeleine Besson  (* 28. Januar 1984 in Paris) ist eine französische Filmkomponistin und Filmschauspielerin.

## Leben
Madeleine Besson ist die Tochter der französischen Autorin und Filmemacherin Coline Serreau und des Schweizer Regisseurs Benno Besson. Sie ist die Halbschwester von Katharina Thalbach, Pierre Besson und Philippe Besson. Als Kind hatte sie eine kleine Rolle in dem Film Der grüne Planet – Besuch aus dem All, bei dem ihre Mutter Regie führte. Diese besetzte sie 2003 wieder in der romantischen Komödie 18 Jahre später in der Hauptrolle der „Marie“.
Sie studierte dann Musik und wurde in der Filmmusik tätig. 2005 vertonte sie die Komödie Saint-Jacques… La Mecque und später die Dokumentarfilme Good food bad food – Anleitung für eine bessere Landwirtschaft und Tout est permis.
2014 erschien ihr Album „Blossom“ im Stil des Rock/Pop. 2015 zog sie in die Vereinigten Staaten.

## Filmografie

### Schauspielerin
- 1996: Der grüne Planet – Besuch aus dem All (La belle verte)
- 2003: 18 Jahre später (18 ans après)

### Filmmusik
- 2005: Saint-Jacques… La Mecque
- 2010: Good food bad food – Anleitung für eine bessere Landwirtschaft (Solutions locales pour un désordre global) (Dokumentarfilm)
- 2014: Tout est permis (Dokumentarfilm)